# Фишер, Максимилиан
Максимилиан Фишер (нем. Maximilian Fischer, 7 июня 1929 — 15 июня 2019) — австрийский энтомолог, гименоптеролог, крупный специалист по паразитическим наездникам из семейства бракониды, директор отдела Музея естествознания (Вена), доцент Венского университета. Описал более 1 тыс. новых для науки видов насекомых.

## Биография
Родился 7 июня 1929 года в Вене (Австрия) в семье учителя средней школы и профессора ботаники доктора наук Максимилиана Фишера и Марии Анны Фишер. В юные году он играл на фортепиано и скрипке. Талант и любовь к музыке достались ему от отца, который играл на флейте в оркестре «Музикферайн Гайдна» (Musikvereins Haydn). С 1948 по 1952 год он учился игре на скрипке в Академии музыки (ныне Университет музыки и исполнительских искусств). Во время учёбы он неоднократно принимал активное участие в концертах «Студентов-музыкантов Австрии», играл в оркестре музыкальной академии и даже участвовал в гастролях оперетты, длившихся несколько недель в Люксембурге и Бельгии.
С 1935 по 1939 год он учился в начальной школе на Кюфштайнгассе в Вене, с 1939 по 1947 год — в Гёте-Реальшуле на Астгассе, прерываясь на военные задания на строительстве «Ostwalles» и в «Deutschen Volkssturm». Отец приобщил его к искусству сбора, идентификации и подготовки растений и насекомых, заложив тем самым основу для дальнейшего университетского образования сына. Окончив среднюю школу прошёл стажировку в зоологическом отделе Музея естественной истории. В 1947 году Фишер начал изучать естественные науки и философию в Венском университете, специализируясь на зоологии и ботанике, а также изучая все предметы, необходимые для получения преподавательской квалификации по естественной истории и философии. Сначала было неясно, будет ли он специализироваться на ботанике или зоологии, но в итоге он остановился на энтомологии, и в своей диссертации он сосредоточился на вопросах защиты растений и работал над короедами. В 1953 году он смог завершить оба обучения (преподавание и зоологию), получив степень магистра и доктора философии
В 1961 году был принят на государственную службу в качестве «научного ассистента» Музея естественной истории. В 1973 году он был назначен старшим научным советником и, наконец, в 1976 году — заведующим 2-м зоологическим отделом (энтомология). В 1982 году ему было присвоено официальное звание хофрата (служебный класс VIII) как директору департамента. В 1979 году он получил звание доцента Венского университета и стал университетским преподавателем зоологии, специализируясь на систематике насекомых. С 1980 года Макс Фишер читал двухчасовые лекции на энтомологические темы, уделяя особое внимание систематике, насекомым-паразитам и своим любимым Hymenoptera. Из круга его учеников вышло множество дипломированных специалистов и докторантов. По согласованию с тогдашним руководителем всего зоологического отдела доктором Максом Бейером он взялся за таксономически трудных паразитических наездников семейства Braconidae. Результатом его работы стали более 2000 новых таксонов (видов, подвидов, таксонов родовой группы и других) и свыше 360 научных публикаций, появившихся по всему миру. Основное внимание он уделял браконидам из подсемейств Opiinae и Alysiinae и опубликовал множество работ по этим группам. Также он много времени посвятил организации выставочной музейной работы. С 1955 по 1994 год он курировал коллекции насекомых из отряда Перепончатокрылые (Hymenoptera) и был директором Второго зоологического отдела Венского музея естественной истории.
Умер 15 июня 2019 года, похоронен на кладбище Баумгартнер в Вене 11 июля 2019 года. У него остались жена Аурелия, сестра Хильдегард, сыновья Дитмар и Макс Фишер-младший, внуки Роберт, Верена и Катрин.

## Признание
Получил несколько научных наград и премий
- 1964: Kardinal Innitzer-Preis
- 1967: Förderungspreis des Theodor Körner-Stiftungsfonds zur Förderung von Wissenschaft und Kunst
- 1969: Förderungspreis des Dr. Adolf Schärf-Fonds zur Förderung der Wissenschaften
- 1970: Förderungspreis für Wissenschaft im Dienste des Landes Niederösterreich
- 1973: (вместе с Dr. P. Babiy) Förderungspreis der Dr.Dr.h.c. Eduard Paul TratzStiftung des Landes Salzburg
- 1975: Förderungspreis der Dr. Lorenz Karall-Stiftung des Burgenlandes
- 1980: Goldenes Ehrenzeichen für Verdienste um die Republik Österreich («Золотой почётный знак за заслуги перед Австрийской Республикой», награждён Федеральным президентом 12 сентября 1980 года)
- 1990: Goldenes Ehrenzeichen für Wissenschaft und Kunst («Золотая награда за заслуги в области науки и искусства», награждён Федеральным президентом 2 мая 1990 года)

### Эпонимия
В честь Фишера были названы несколько видов и родов насекомых, в том числе:
- Opius fischeri Papp, 1981[4]
- Fischeralysia van Achterberg, 1994[5]
- Fischerotrephes Zettel, 1994 (Heteroptera: Helotrephidae)[6]
- Rhagovelia fischeri Zettel, 1999 (Heteroptera: Veliidae)[7]
- Maxfischeria Papp, 2011[8]

## Труды
Фишер внёс крупный вклад в энтомологию, таксономию, зоогеографию паразитических наездников из семейства бракониды, им открыто и описано более 1000 новых видов насекомых (Braconidae: Opiinae, Alysiinae) и опубликовано более 300 научных статей. Зоогеографическая деятельность Макса Фишера была сосредоточена в основном на Старом Свете, но он также описывал таксоны Северной и Южной Америки. Он участвовал в таких крупных международных издательских проектах, как «Handbuch der Zoologie», «Das Tierreich» и «Series entomologica».
- Fischer, M. 1965. Die Opiinae der Nearktischen Region (Hymenoptera, Braconidae). II. Teil. Polskie Pismo Entomologiczne 35: 3—212
- Fischer, M. 1966. Revision der indo-australischen Opiinae (Hymenoptera, Braconidae), Den Haag, 167 pp.
- Fischer, M. 1971. Index to entomophagous insects. Hym. Braconidae. World Opiinae, 189 pp.
- Fischer, M. 1972. Hymenoptera Braconidae (Opiinae I). (Paläarktische Region). Das Tierreich 91: 1—620
- Fischer, M. 1977. Hymenoptera Braconidae (Opiinae II). (Amerika). Das Tierreich 96: 1—1001
- Fischer, M. 1987. Hymenoptera Braconidae (Opiinae III) — äthiopische, orientalische, australische und ozeanische Region. Das Tierreich 104: 1—734